# أول إنغر (مسير أعمال)
أول إنغر (بالنرويجية البوكمول: Ole Enger)‏ هو مسير أعمال نرويجي، ولد في 14 مارس 1948.